# Noyant-Villages
Noyant-Villages is een gemeente in het Franse departement Maine-et-Loire in de regio Pays de la Loire en maakt deel uit van het arrondissement Saumur. De gemeente telde 5.473 inwoners op 1 januari 2022.

## Geschiedenis
Noyant-Villages is op 15 december 2016 ontstaan door de fusie van de gemeenten Auverse, Breil, Broc, Chalonnes-sous-le-Lude, Chavaignes, Chigné, Dénezé-sous-le-Lude, Genneteil, Lasse, Linières-Bouton, Meigné-le-Vicomte, Méon, Noyant en Parçay-les-Pins. 

## Geografie
De oppervlakte van Noyant-Villages bedraagt 272,04 vierkante kilometer; de bevolkingsdichtheid was op 1 januari 2022 20,1 inwoners per km².

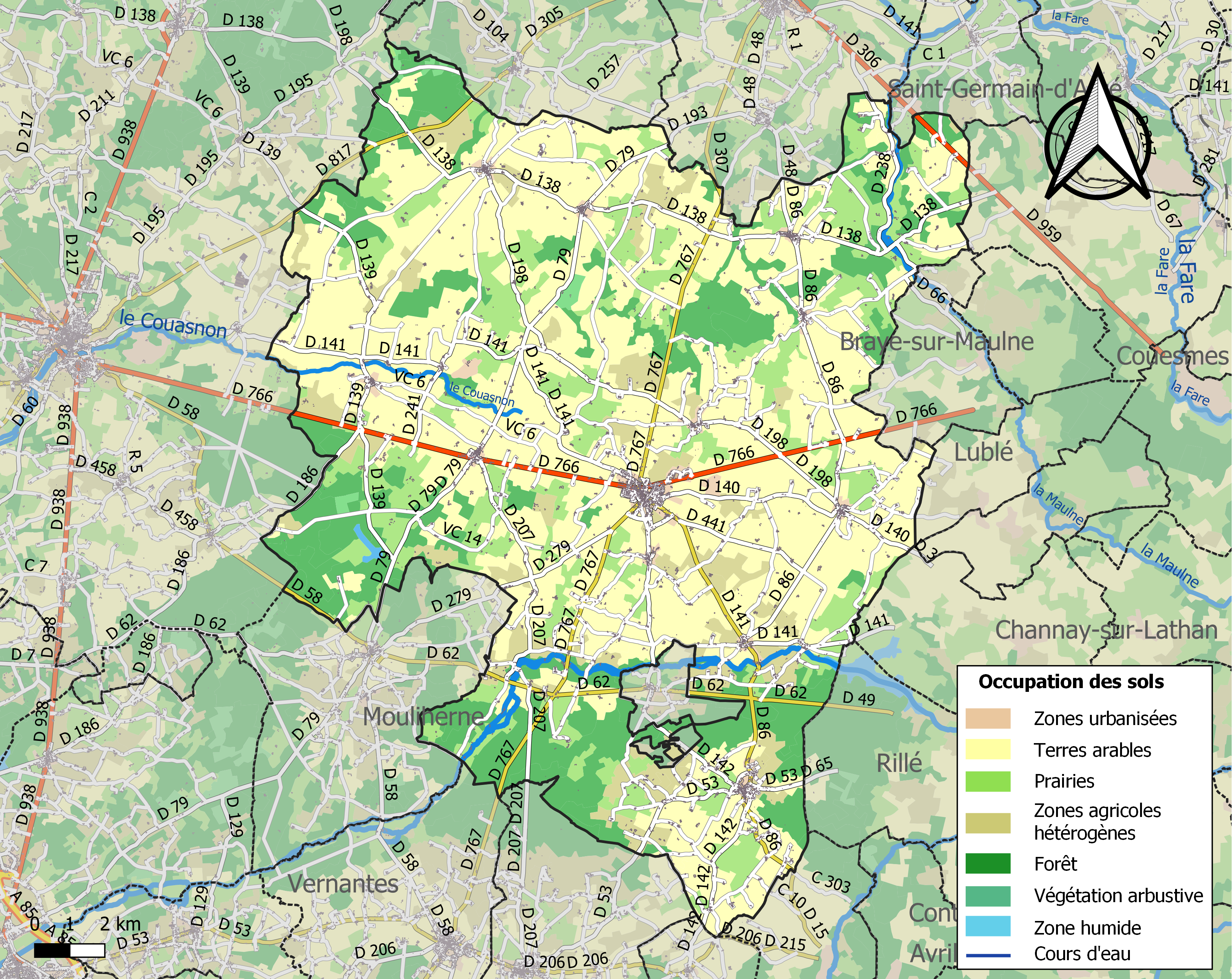
Kaart van de gemeente met de belangrijkste infrastructuur, bodemgebruik en omliggende gemeenten

Baugé-en-Anjou · Beaufort-en-Anjou · Les Bois d'Anjou · Mazé-Milon · Noyant-Villages · La Pellerine